# لورنتسو تونلی
لورنتسو تونلی (ایتالیایی: Lorenzo Tonelli؛ زادهٔ ۱۷ ژانویهٔ ۱۹۹۰) بازیکن فوتبال اهل ایتالیا است.

## باشگاهی
از باشگاه‌هایی که در آن بازی کرده‌است می‌توان به امپولی، ناپولی و سمپدوریا اشاره کرد.

## تیم ملی
وی همچنین در تیم ملی فوتبال زیر ۲۱ سال ایتالیا بازی کرده‌است.